# Хуан Альфонсо Пиментель и Васкес де Фонсека
Хуан Альфонсо Пиментель и Васкес де Фонсека (ок. 1355 — декабрь 1419) — португальский дворянин, сеньор де Браганца, который позже пепрешел на службу к королю Кастилии после прихода ко власти в Португалии Ависской династии и получил во владение сеньорию Бенавенте за свои заслуги перед королем Кастилии, став 1-м графом Бенавенте в 1398 году.

## Биография
Представитель португальского дворянства. Сын Родриго Алонсо Пиментеля и женщины, имя которой неизвестно, дочери Лоренцо де Фонсеки.
Он был очень близок к королю Португалии Фернанду I, который подарил ему поместья Виньяйш, Ломба и Валпасуш в 1373 году и назначил его алькальдом городов Пенаш-Рояш и Браганса. Позднее, в 1374 году, он получил владения в Брагансе, а в 1375 году — города Пенангиан, Фонтиш, Жештасо и Годин. Жена короля, Леонор Теллеш де Менезеш, спонсировала его свадьбу со своей сводной сестрой Жуаной, которая в то время находилась в монастыре. Он был на помолвке дочери этих королей, Беатрис Португальской, с королем Хуан I Кастильским в Салватерра-ди-Магуш, 30 апреля 1383 года.
После смерти короля Фернанду I его зять, король Кастилии Хуан I, хотел отстаивать права своей жены, принцессы Беатрис, на вакантный престол Португалии. Хуан Алонсо поддержал эти претензии и был одним из дворян, принимавших королевскую чету в январе 1384 года в Сантарене. В апреле 1385 года Жуан де Авис, новый король Португалии, приказал конфисковать все имущество Хуана Алонсо. После поражения кастильских войск в битве при Альжубарроте в 1385 году, в которой он не участвовал, он держал Брагансу «в кастильском повиновении». Так было до захвата Чавиша констеблем Нуну Альварешом Перейрой в 1386 году и последующих переговоров с констеблем, гарантировавшим ему сохранение всех его активов, которые Хуан Алонсо решил изменить верности в пользу короля Португалии, который затем подтвердил все пожертвования Фернанду I и увеличил их другими новыми грантами, среди них Браганса, Виньяйш, Ломба и Валпасуш.
Он окончательно покинул Португалию в середине 1390-х годов, среди прочего, потому, что считал, что португальский король не наказал Мартина Альфонсо де Мело, мужа его дочери Беатрис, которую он убил. Он отправился в Кастилию, чтобы служить королю Кастилии Энрике III, которому он передал свои прежние поместья в Португалии, а взамен король сделал ему уступку, благодаря которой он стал первым графом Бенавенте в 1398 году, таким образом основав дом Пиментелей де Бенавенте (дом Бенавенте) в Кастилии.
Хуан Альфонсо Пиментель скончался в декабре 1419 года и был похоронен в городке Бенавенте, в часовне, которую он построил в монастыре Сан-Франциско. Его преемником стал старший сын Родриго, унаследовапвший все отцовские земли и титулы, подтвержденные королем.

## Брак и потомство
Он женился в 1377 году на Жуане Теллеш де Менезиш, незаконнорожденной дочери Мартина Афонсу Теллеша де Менезиша (+ 1356) и Сеньориньи Мартинс, сводной сестре Леонор Теллес де Менезеш, королевы Португалии, которая спонсировала этот брак. У пары были следующие дети:
- Беатрис Пиментель-и-Тельес де Менесес (ум. 1397), вышла замуж в 1392 году за Мартина Афонсу де Мело, 5-го сеньора Арега и Барбасена. По мнению некоторых авторов, Беатрис была убита своим мужем.
- Родриго Алонсо Пиментель (1378 — 26 октября 1440), 2-й граф де Бенавенте, 7-й сеньор Аренас-де-Сан-Педро, Майорга и Вильялон-де-Кампос, женат с 1410 года на Леонор Энрикес де Мендоса, дочери Альфонсо Энрикеса, адмирала Кастилии, и его жены Хуана де Мендоса.
- Тереза Пиментель-и-Теллес де Менесес (род. 1380), вышла замуж в 1415 году за Педро Гонсалеса де Базана, 7-го сеньора Паласьос-де-ла-Вальдуэрна, Ла-Баньеса и Сейнос.
- Альфонсо Тельеш, принял свою фамилию по материнской линии и был командором Майорги и Эрреры в Ордене Алькантара, а затем монахом-иеронимитом в Королевском монастыре Санта-Мария-де-Гуадалупе.